# 贝热尔苏蒙米拉伊
贝热尔苏蒙米拉伊（法語：Bergères-sous-Montmirail，法語發音：[bɛʁʒɛʁ su mɔ̃miʁaj]，意为“蒙米拉伊下方的贝热尔”）是法国马恩省的一个市镇，位于该省西南部，属于埃佩尔奈区。

## 地理
贝热尔苏蒙米拉伊（48°50'40"N, 3°35'28"E）面积10.52 平方千米，位于法国大東部大區马恩省，该省份为法国东北部内陆省份，北起阿登省，西北接埃纳省，西南接塞纳-马恩省，南至奥布省，东南接上马恩省，东临默兹省。
与贝热尔苏蒙米拉伊接壤的市镇（或旧市镇、城区）包括：沃尚、布瓦西勒勒波、勒戈-苏瓦尼、蒙米拉伊。

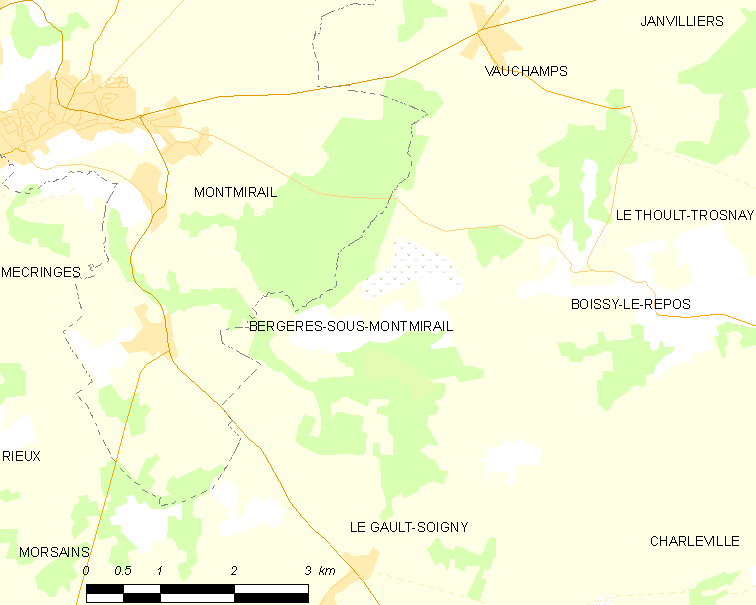
贝热尔苏蒙米拉伊的OSM定位图

贝热尔苏蒙米拉伊的时区为UTC+01:00、UTC+02:00（夏令时）。

## 行政
贝热尔苏蒙米拉伊的邮政编码为51210，INSEE市镇编码为51050。

## 政治
贝热尔苏蒙米拉伊所属的省级选区为塞扎讷-布里-香槟县。

## 人口

1962-2008年间贝热尔苏蒙米拉伊人口变化图示

贝热尔苏蒙米拉伊于2022年1月1日时的人口数量为145人。